# 深浦 (列車)
深浦（ふかうら）とは、東日本旅客鉄道（JR東日本）が青森駅・弘前駅 - 深浦駅間を奥羽本線・五能線を経由して運転していた快速列車である。なお、本項では、五能線内で運行する「リゾートしらかみ」を除く快速列車の沿革についても併せて記述する。

## 運行概況
廃止時点では1往復で、下りは弘前行きと青森行きに川部駅で分割されていた。上りは青森発のみだった。
五能線内は各駅停車のため快速区間は僅かであり、特に弘前行きは末期には一切通過駅がなくなっていた。

### 停車駅
深浦駅 -（五能線内各駅停車）- 川部駅 - 北常盤駅 - 浪岡駅 - 津軽新城駅 - 新青森駅 - 青森駅
※弘前行きは全区間各駅停車。

### 使用車両
廃止時点ではキハ40系気動車が運用されていた。下り列車は4両編成になっており、深浦駅発の2両は弘前行き編成で、鰺ケ沢駅で進行方向前側に2両を増結する。この2両が青森行き編成であった。上り列車は青森駅発の2両編成のみだった。
かつてはキハ58系気動車が運用されていた。また、急行時代の深浦発着編成には使用時期により、キハ11形100番台気動車やキハ20形気動車やキハ22形気動車が、運行末期にはキハ40形500番台気動車も運用されていた。

## 五能線速達列車沿革（附・弘前駅 - 青森駅間の快速列車沿革）

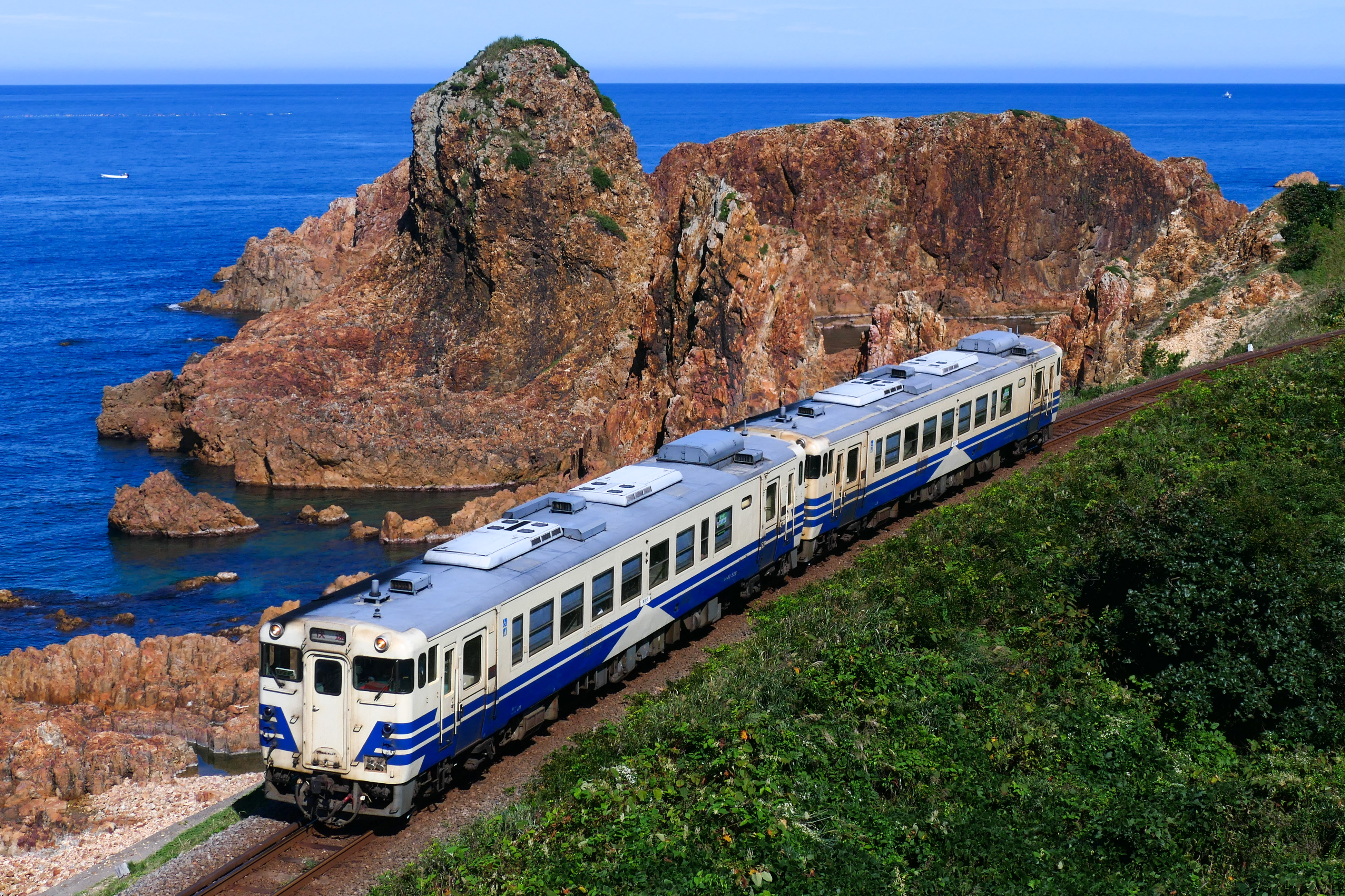
2018年から上り1本のみが設定されている快速列車

- 1965年（昭和40年）10月1日：鰺ケ沢駅 - 青森駅・鮫駅を結ぶ準急列車として「岩木」の名称が与えられる。
なお、「岩木」の名称は秋田駅 - 青森駅間を奥羽本線経由で運転する準急列車として1961年9月15日まで使用されていた名称であった（こちらも参照のこと）。
また、この当時の停車駅は、鯵ケ沢駅 - 木造駅 - 五所川原駅 - 板柳駅 - 川部駅 - 浪岡駅 - 青森駅[1]。
- 1968年（昭和43年）
  - 3月25日：準急行列車制度廃止に伴い「岩木」急行列車に昇格。また、上り列車の始発駅を鰺ケ沢駅から深浦駅に変更。
  - 10月1日：「岩木」を「深浦」に改称。
    - 当時の停車駅
深浦駅 - 追良瀬駅 - 北金ケ沢駅 - 鯵ヶ沢駅 - 木造駅 - 五所川原駅 - 陸奥鶴田駅 - 板柳駅 - 川部駅 - 浪岡駅 - 青森駅 - 浅虫駅（現・浅虫温泉駅） - 小湊駅 - 野辺地駅 - 三沢駅 - 尻内駅（現・八戸駅） - 八戸駅（現・本八戸駅） - 小中野駅 - 鮫駅
- 1971年（昭和46年）10月1日：この日から観光シーズンに限り、陸奥岩崎駅までの延長運転を実施[2]。
- 1972年（昭和47年）3月15日：「深浦」運転区間を陸中八木駅まで延長。同時に八戸駅 （旧・尻内駅）- 陸中八木駅間（八戸線内）を普通列車化。
  - 急行「深浦」は運行区間により、最短1輌から最長4輌編成（全車普通車自由席）で運行した。上り列車は深浦駅 - 鯵ヶ沢駅間は1輌・鯵ヶ沢駅 - 川部駅間は4輌・川部駅 - 陸中八木駅間は3輌で運行した。なお、深浦駅発の1輌は黒石行き（川部駅 - 黒石駅間普通列車）であった。下り列車は陸中八木駅 - 青森駅間は3輌・青森駅 - 川部駅間は7輌（急行「むつ4号」秋田行き・3輌編成を併結[3]）・川部駅 - 鯵ヶ沢駅間は4輌・鯵ヶ沢駅 - 深浦駅間は1輌で運行した。
- 1974年（昭和49年）7月：「深浦」陸奥岩崎駅まで臨時延長運転（深浦駅 - 陸奥岩崎駅間普通列車、以後、毎年実施）。
- 1975年（昭和50年）3月10日：「深浦」深浦駅 - 鯵ヶ沢駅間を普通列車化。
- 1978年（昭和53年）
  - 7月：「深浦」陸奥岩崎駅までの臨時延長運転廃止（78年は延長区間を快速列車で運転）。
  - 10月2日：「深浦」鰺ケ沢駅 - 川部駅間を普通列車化（下り列車は五所川原駅 - 川部駅間快速列車）。
- 1982年（昭和57年）11月15日：「深浦」急行列車から快速列車へ格下げ。運転区間を深浦駅 - 青森駅間とする。
- 1986年（昭和61年）11月1日：五所川原駅・弘前駅 - 青森駅間運転の快速列車の名称に「岩木」の名が採用される。
- 1989年（平成元年）8月1日：「深浦」青森行きに弘前行き編成の連結開始。
- 1993年（平成5年）12月1日：「岩木」名称を「いわき」に改め、運転区間を秋田駅・大館駅・弘前駅 - 青森駅間に変更し五能線乗り入れが廃止される[4]。同時に電車化[4]。
- 2002年（平成14年）12月1日：「いわき」の愛称が消滅。無名の快速列車（青森駅 - 弘前駅・大館駅）となる。同時に「深浦」下り列車の五所川原駅 - 川部駅間を普通列車化、五能線内各駅停車となる。
- 2010年（平成22年）12月4日：東北新幹線八戸駅 - 新青森駅間の開業（全線開通）に伴い、新青森駅に新規停車し、通過駅は大釈迦駅と鶴ケ坂駅のみとなる。
- 2014年（平成26年）3月15日：「深浦」廃止。
- 2018年（平成30年）3月17日：輸送体系変更に伴い、弘前駅→東能代駅間に無愛称の快速列車（上り1本）を新設[5]。
  - 停車駅：弘前駅 → (この間各駅停車) → 鰺ケ沢駅 → 北金ケ沢駅 → 千畳敷駅 → 深浦駅 → ウェスパ椿山駅 → 十二湖駅 → 岩館駅 → あきた白神駅 → 能代駅 → 東能代駅

### 列車名の由来
- 「岩木」…車窓から見える岩木山に由来する。
- 「深浦」…深浦町の地名に由来する。